# یانگ (ایندیانا)
یانگ (به انگلیسی: Young) یک منطقهٔ مسکونی در ایالات متحده آمریکا است که در شهرستان مورگان، ایندیانا واقع شده‌است. یانگ ۲۳۵ متر بالاتر از سطح دریا واقع شده‌است.